# Radîvonivka, Berdeansk
Radîvonivka (în ucraineană Радивонівка) este un sat în comuna Mîkolaiivka din raionul Berdeansk, regiunea Zaporijjea, Ucraina.

## Demografie
Componența lingvistică a localității Radîvonivka
     Ucraineană (92,56%)
     Rusă (7,44%)
Conform recensământului din 2001, majoritatea populației localității Radîvonivka era vorbitoare de ucraineană (92,56%), existând în minoritate și vorbitori de rusă (7,44%).